# Herb gminy Dębe Wielkie
Herb gminy Dębe Wielkie – symbol gminy Dębe Wielkie.

## Wygląd i symbolika
Herb przedstawia na tarczy w polu żółtym czerwono-granatowy proporzec ogólnokawaleryjski, a przed nim zielony liść dębu z dwoma żołędziami. Kolor tarczy nawiązuje do przynależności terenów gminy do dóbr królewskich, proporzec przypomina do trzech bitwach: z 1831, 1920 i 1939, natomiast liść dębu symbolizuje nazwę gminy oraz nieistniejącą już Puszczę Dębską.